# Хиршајд
Хиршајд (њем. Hirschaid) град је у њемачкој савезној држави Баварска. Једно је од 36 општинских средишта округа Бамберг. Према процјени из 2010. у граду је живјело 11.707 становника. Посједује регионалну шифру (AGS) 9471145.

## Географски и демографски подаци
Хиршајд се налази у савезној држави Баварска у округу Бамберг. Град се налази на надморској висини од 248 метара. Површина општине износи 41,0 km². У самом граду је, према процјени из 2010. године, живјело 11.707 становника. Просјечна густина становништва износи 286 становника/km².